# سيث جونز (أستاذ جامعي)
سيث جونز (بالإنجليزية: Seth Jones)‏ هو عالم سياسة أمريكي، ولد في 2 أكتوبر 1972.